# شانتونگوسور

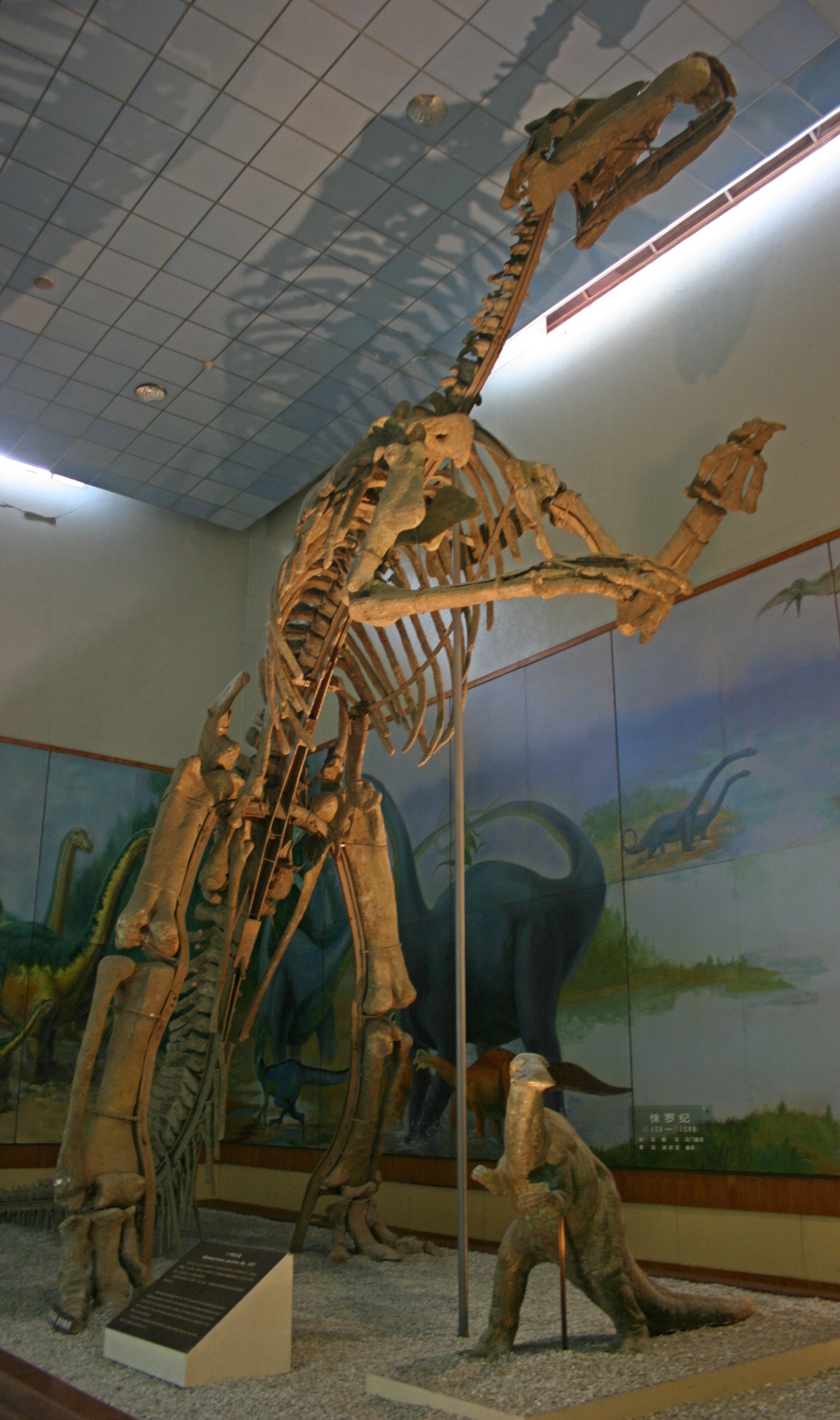
اسکلت شانتونگوسور در موزه شاندونگ

شانتونگوسور (Shantungosaurus) به معنی مارمولک شاندونگ نوعی از دایناسورهای سرپهن اردک‌منقار است که در دوره کرتاسه پسین در شبه جزیره شاندونگ در چین کشف شده‌است.این گونه بزرگ‌ترین و بلندترین دایناسور اردک‌منقار (هادروسور) می‌باشد.
یک اسکلت بازسازی‌شده آن در سازمان زمین‌شناسی چین ٬ ۱۴.۷۲ متر طول و اندازه جمجمه‌اش ۱.۶۳ متر بوده‌است.وزن این دایناسور حدود ۱۵ تن تخمین زده می‌شود.مانند همهٔ اردک‌منقارها پوزه‌ای بدون دندان داشته اما آرواره‌شان ۱۵۰۰ دندان ریز برای جویدن داشته‌است. یک حفره بزرگ در نزدیکی سوراخ بینی این دایناسور وجود دارد که ممکن است با یک پوست شل پوشانده شده و این حیوان می‌توانسته با دمیدن در این حفره و باد کردن آن پوست تولید صدا کند.

## کشف و انواع
در سال ۱۹۶۴ (میلادی) اسکلت شانتونگوسوروس در پنج اسکلت ناقص کشف شد.به خاطر اشتراک مواد سازنده این پنج اسکلت ناقص و ویژگی‌های مشترک دیگر با ادمونتوسوروس فهمیده شد این اسکلت‌ها متعلق به یک دایناسور است.